# Juliomys ossitenuis
Juliomys ossitenuis es una especie de roedor de la familia Cricetidae.

## Distribución geográfica
Se encuentra sólo en el Parque nacional Caparaó, estado del sur de Espíritu Santo en Brasil.